# Liste von Handglockenchören
Dies ist eine Liste von Handglockenchören. Bekannte Handglockenchöre gibt es in (in () jeweils das Gründungsjahr):

## Deutschland
- Aldenhoven: Handglockenchor an der ev. Gemeinde in Aldenhoven (1986)
- Aschaffenburg: Aschaffenburger Handglockenchor (1979)
- Bad Kreuznach: Bocque auf Glocque (2007)
- Berlin: Bells Angels (2001)
- Bielefeld: Handglockenchor der Evangelischen Kirchengemeinde Quelle-Brock (2019)
- Bottrop: Revierglockenchor Bottrop (1985)
- Bremen: Bremer Glockenchor (2006)
- Caputh: Peace Bell Choir Caputh (1989)
- Dabel: Dabeler Handglockenchor (1987)
- Eschweiler: Evangelischer Handglockenchor Eschweiler (1984)
- Frankfurt am Main: Sanctuary Ringers (2004)
- Gera: Handglockenchor Gera (2000)
- Gescher: Handglockenchor im Verein zur Förderung des Glockenmuseums der Stadt Gescher e.V. (1989)
- Gotha: Handglockenchor der Augustinergemeinde Gotha (1987)
- Hamburg: Handglockenchor der Adventgemeinde Hamburg (1989)
- Hannover: Handglockenchor Hannover (1997)
- Herford: Handglockenchor der ev. Kreuz-Kirchengemeinde Herford (1994)
- Hüttenberg: Handglockenchor der Gesamtschule Schwingbach (1993)
- Düsseldorf-Kaiserswerth: Kaiserswerther Handglockenchor (1989)
- Karlsruhe: Handglockenchor Karlsruhe (2015)
- Kassel: Handglockenchor der St. Michaelis Gemeinde (1998)
- Loquard: Handglockenchor CAMPANELLA (1986)
- Mannheim: Handglockenchor Mannheim (2006)
- Nürnberg: First English Handbell Choir (1995)
- Pilsum: Handglockenchor Pilsum (1986)
- Rahden: Handglockenchor Rahden (2013)
- Schönaich: GLOX e.V. (2013)
- Schwalmstadt: Hephata Handglockenchor (1973)
- Stuttgart: Handglocken AG der Schillerschule GHWRS (2001)
- Stuttgart: Patch Chapel Bell Choir (?)
- Weimar: Handglockenchor der evangelisch-freikirchlichen Gemeinde Weimar (1995)
- Wiedensahl: Handglockenchor der evangelisch-lutherischen Kirchengemeinde Wiedensahl (1987)
- Lutherstadt Wittenberg: Handglockenchor Schloßkirche Wittenberg (2011)
- Wuppertal: Bethesda Glockenchor (1996)

## England
- Wallingford, Oxfordshire: Wallingford Handbell Ringers
- Chester: Waverton Hand Bell Ringers

## Polen
- Zelow: Handglockenchor der reformierten Gemeinde